# Joey Cape

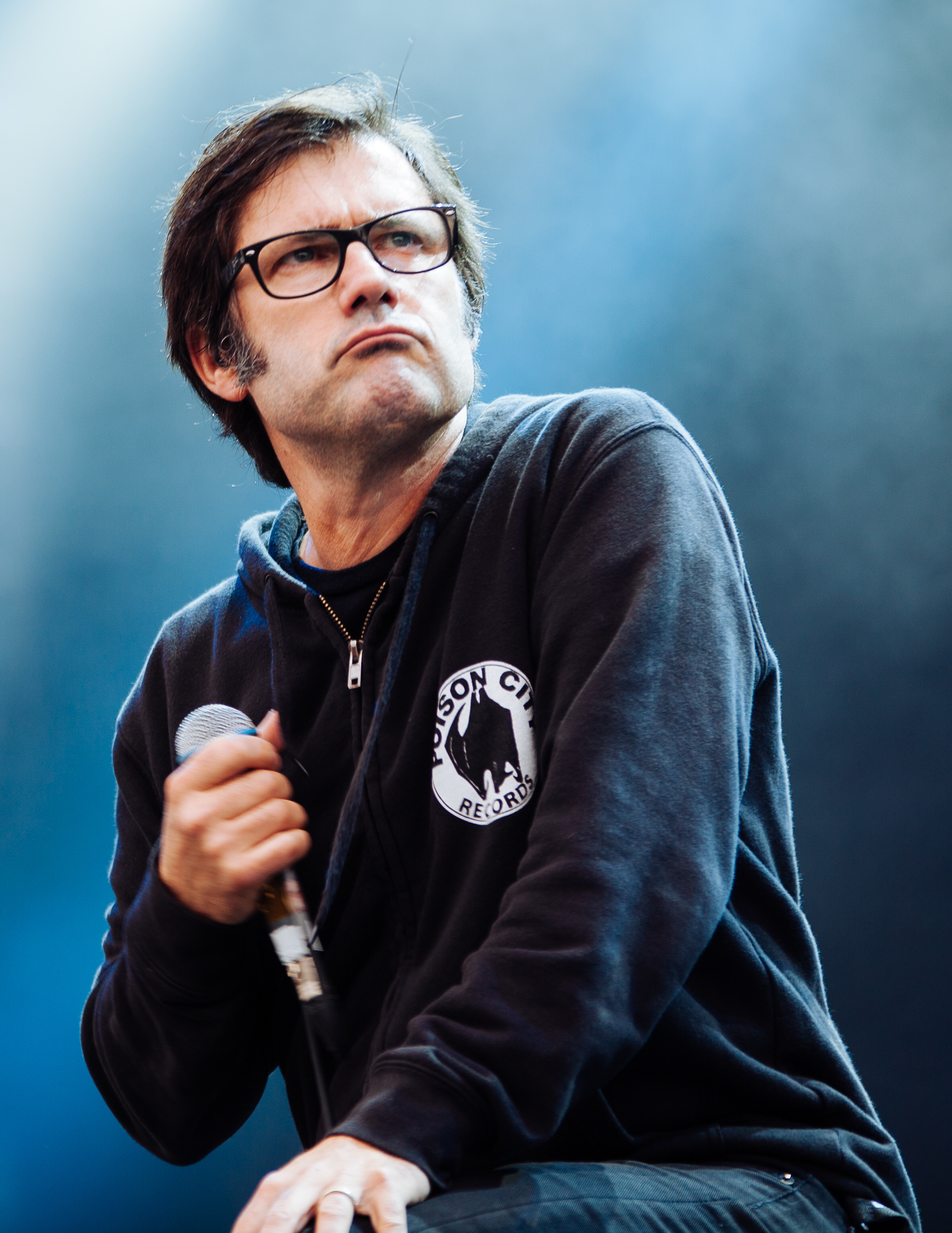
Joey Cape (2014)

Randal Joseph „Joey“ Cape (* 16. November 1966 in Santa Barbara, Kalifornien) ist der Sänger der US-amerikanischen Punkbands Lagwagon, Bad Astronaut und Afterburner, der Gitarrist der Gruppe Me First and the Gimme Gimmes, der Gitarrist und der Sänger der Band The Playing Favorites sowie auch als Solokünstler tätig.
Bad Astronaut werden allerdings nach dem Suizid des Schlagzeugers Derrick Plourde laut Aussage von Joey Cape nicht mehr weiter existieren. Am 14. November 2006 wurde das dritte und letzte Studio-Werk mit dem Titel Twelve Small Steps, One Giant Disappointment veröffentlicht, das größtenteils vor dem Tod Plourdes eingespielt worden war. Aufgrund der freundschaftlichen Beziehung Capes und Plourdes sieht der Sänger allerdings keinen Grund mehr, das Projekt weiter zu betreiben und möchte mit diesem letzten Album das Kapitel Bad Astronaut abschließen.
Des Weiteren umfasst Capes musikalisches Werk eine Split-CD mit Tony Sly, dem Frontmann von No Use for a Name, auf der jeder der beiden Sänger fünf Songs der jeweiligen Band neu interpretiert. Zusätzlich haben beide jedoch auch einen neuen Song aufgenommen. Joey Capes bis dahin unveröffentlichter Song trägt den Namen Violet und war ursprünglich als Heiratsantrag an seine Frau gedacht. Diesen Gedanken verwarf der Sänger jedoch, da ihm die Idee, einen Heiratsantrag mit einem Song zu machen, zu schmalzig und pathetisch erschien.
Auf dem Sampler Protect, der auf Fat Wreck Chords erschienen ist, ist mit Minus zudem ein bisher unveröffentlichter Song von Joey Cape zu finden.
Im Jahre 2000 gründete Cape ein eigenes Label, MyRecords, welches sich aber als unrentabel herausstellte und 2004 aufgelöst wurde.
2006 gründete Cape zusammen mit Todd Capps die Bad-Astronaut-Nachfolgeband Afterburner.
Seit 2007 ist er Mitglied der Indie-Rockband The Playing Favorites.
2008 veröffentlichte er sein erstes Soloalbum. Bridge ist stilistisch dem Soloprojekt, das Cape mit Tony Sly aufnahm, nahe, allerdings enthält es keine Coverversionen von Lagwagon-Liedern. Umgekehrt veröffentlichte Lagwagon einige der Lieder von Bridge auf der EP I think my older brother used to listen to Lagwagon.
Im Mai 2011 gab er bekannt, dass er eine neue Band mit dem Namen Joey Cape's Bad Loud gegründet und ein Album aufgenommen hat, das vor allem Songs seiner beiden Solo-Alben beinhaltet.
Joey Cape ist verheiratet und hat eine Tochter. Er lebt in Fresno.

## Diskographie
- 2008 – Bridge (Bad Taste Records)
- 2011 – Doesn't Play Well with Others
- 2015 – Stitch Puppy
- 2019 – Let Me Know When You Give Up
- 2021 – A Good Year to Forget